# Olympiakos Syndesmos Filathlōn Peiraiōs 2015-2016
Questa voce raccoglie le informazioni riguardanti l'Olympiakos nelle competizioni ufficiali della stagione 2015-2016.

## Maglie e sponsor
Il fornitore tecnico per la stagione 2015-2016 è Adidas. Gli sponsor ufficiali sono Stoiximan e UNICEF (sul retro).
| 1ª divisa | 2ª divisa | 3ª divisa |

## Rosa
| N. |                      | Ruolo | Calciatore             |
| -- | -------------------- | ----- | ---------------------- |
| 2  | Grecia (bandiera)    | C     | Giannīs Maniatīs       |
| 3  | Spagna (bandiera)    | D     | Alberto Botía          |
| 5  | Serbia (bandiera)    | C     | Luka Milivojević       |
| 6  | Marocco (bandiera)   | D     | Manuel da Costa        |
| 7  | Grecia (bandiera)    | C     | Kōstas Fortounīs       |
| 8  | Grecia (bandiera)    | C     | Andreas Bouchalakīs    |
| 9  | Islanda (bandiera)   | A     | Alfreð Finnbogason     |
| 10 | Argentina (bandiera) | A     | Alejandro Domínguez () |
| 11 | Svizzera (bandiera)  | C     | Pajtim Kasami ()       |
| 14 | Norvegia (bandiera)  | D     | Omar Elabdellaoui      |
| 15 | Albania (bandiera)   | C     | Qazim Laçi             |
| 16 | Spagna (bandiera)    | P     | Roberto                |
| 17 | Messico (bandiera)   | A     | Alan Pulido            |
| 19 | Spagna (bandiera)    | C     | David Fuster (c)       |
| 20 | Grecia (bandiera)    | C     | Dīmītrīs Kolovos       |
| 21 | Svezia (bandiera)    | A     | Jimmy Durmaz ()        |
| 23 | Grecia (bandiera)    | D     | Dīmītrīs Siovas        |
| 24 | Grecia (bandiera)    | D     | Anastasios Avlōnitīs   |

| N. |                       | Ruolo | Calciatore               |
| -- | --------------------- | ----- | ------------------------ |
| 26 | Francia (bandiera)    | D     | Arthur Masuaku ()        |
| 28 | Grecia (bandiera)     | D     | Dīmītrīs Goutas          |
| 29 | Grecia (bandiera)     | D     | Praxitelīs Vouros        |
| 30 | Brasile (bandiera)    | D     | Leandro Salino           |
| 31 | Comore (bandiera)     | A     | El Fardou Ben Nabouhane  |
| 32 | Grecia (bandiera)     | C     | Theofanīs Tzandarīs      |
| 33 | Grecia (bandiera)     | P     | Eleutherios Choutesiōtīs |
| 34 | Grecia (bandiera)     | D     | Manōlīs Saliakas         |
| 37 | Grecia (bandiera)     | P     | Stefanos Kapino          |
| 41 | Grecia (bandiera)     | D     | Kōstas Tsimikas          |
| 44 | Serbia (bandiera)     | C     | Saša Zdjelar             |
| 70 | Grecia (bandiera)     | C     | Giannīs Gianniōtas       |
| 77 | Togo (bandiera)       | C     | Mathieu Dossevi          |
| 77 | Portogallo (bandiera) | A     | Hernâni                  |
| 90 | Colombia (bandiera)   | C     | Felipe Pardo             |
| 91 | Argentina (bandiera)  | C     | Esteban Cambiasso        |
| 92 | Brasile (bandiera)    | A     | Sebá                     |
| 99 | Nigeria (bandiera)    | A     | Brown Ideye              |

## Calciomercato

### Sessione estiva
| Acquisti | Acquisti                | Acquisti           | Acquisti                |
| R.       | Nome                    | da                 | Modalità                |
| -------- | ----------------------- | ------------------ | ----------------------- |
| P        | Giorgi Loria            | OFI Creta          | svincolato              |
| P        | Stefanos Kapino         | Magonza            | definitivo (2 mln €)    |
| D        | Manōlīs Bertos          | Skoda Xanthī       | definitivo              |
| D        | Manuel da Costa         | Sivasspor          | definitivo (2 mln €)    |
| D        | Dīmītrīs Goutas         | Skoda Xanthī       | definitivo (0,8 mln €)  |
| D        | Vasileios Karagkounīs   | Reggina            | fine prestito           |
| D        | Leandro Pinto           | Lamia              | fine prestito           |
| D        | Charalambos Lykogiannīs | Ergotelīs          | fine prestito           |
| D        | Epaminōndas Pantelakīs  | Ergotelīs          | svincolato              |
| D        | Manōlīs Tzanakakīs      | Ergotelīs          | fine prestito           |
| C        | Esteban Cambiasso       | Leicester City     | svincolato              |
| C        | Bruno Chalkiadakīs      | Ergotelīs          | svincolato              |
| C        | Giannīs Gianniōtas      | Fortuna Düsseldorf | definitivo (0,5 mln €)  |
| C        | Nikos Katharios         | Paniōnios          | fine prestito           |
| C        | Marko Janković          | OFK Belgrado       | fine prestito           |
| C        | Luka Milivojević        | Anderlecht         | definitivo (2,3 mln €)  |
| C        | Felipe Pardo            | Braga              | prestito (2,5 mln €)    |
| C        | Pelé                    | Levadeiakos        | fine prestito           |
| C        | Theofanīs Tzandarīs     | PAOK               | svincolato              |
| C        | Sambou Yatabaré         | Guingamp           | fine prestito           |
| C        | Saša Zdjelar            | OFK Belgrado       | fine prestito           |
| A        | El Fardou Ben Nabouhane | GAS Veria          | svincolato              |
| A        | Alfreð Finnbogason      | Real Sociedad      | prestito (1 mln €)      |
| A        | Hernâni                 | Porto              | prestito (1 mln €)      |
| A        | Brown Ideye             | West Bromwich      | definitivo (5,42 mln €) |
| A        | Anastasios Karamanos    | Atromītos          | fine prestito           |
| A        | Nicolás Martínez        | Panaitōlikos       | definitivo (0,6 mln €)  |
| A        | Michael Olaitan         | Ergotelīs          | fine prestito           |
| A        | Athanasios Papazoglou   | Atromītos          | fine prestito           |
| A        | Alan Pulido             | Levadeiakos        | svincolato              |
| A        | Sebá                    | Estoril Praia      | definitivo (1,8 mln €)  |
| A        | Marko Šćepović          | Terek Groznyj      | fine prestito           |
| A        | Panagiōtīs Vlachodīmos  | Nîmes              | fine prestito           |

| Cessioni | Cessioni                | Cessioni               | Cessioni                |
| R.       | Nome                    | a                      | Modalità                |
| -------- | ----------------------- | ---------------------- | ----------------------- |
| P        | Andreas Gianniōtīs      | Paniōnios              | prestito                |
| P        | Giorgi Loria            | Kryl'ja Sovetov Samara | svincolato              |
| P        | Balázs Megyeri          | Getafe                 | svincolato              |
| P        | Giōrgos Strezos         | Panachaïkī             | prestito                |
| D        | Manōlīs Bertos          | Skoda Xanthī           | prestito                |
| D        | Kōstas Giannoulīs       | Atromītos              | svincolato              |
| D        | Vasileios Karagkounīs   | AEL Limassol           | svincolato              |
| D        | Leandro Pinto           | Lamia                  | svincolato              |
| D        | Charalambos Lykogiannīs | Sturm Graz             | definitivo              |
| D        | Epaminōndas Pantelakīs  | Kissamikos             | prestito                |
| D        | Felipe Santana          | Schalke 04             | fine prestito           |
| D        | Manōlīs Tzanakakīs      | Anorthōsis             | prestito                |
| C        | Ibrahim Afellay         | Barcellona             | fine prestito           |
| C        | Bruno Chalkiadakīs      | Paniōnios              | definitivo              |
| C        | Mathieu Dossevi         | Standard Liegi         | prestito                |
| C        | Abdisalam Ibrahim       | GAS Veria              | svincolato              |
| C        | Marko Janković          | Maribor                | prestito                |
| C        | Aleksandar Katai        | Stella Rossa           | definitivo (0,6 mln €)  |
| C        | Nikos Katharios         | Paniōnios              | definitivo              |
| C        | Delvin Ndinga           | Monaco                 | fine prestito           |
| C        | Pelé                    | Anorthōsis             | definitivo              |
| C        | Sambou Yatabaré         | Standard Liegi         | prestito                |
| A        | Jorge Benítez           | Cruz Azul              | prestito                |
| A        | Dīmītrīs Diamantakos    | Karlsruhe              | prestito                |
| A        | David Henen             | Everton                | definitivo (0,28 mln €) |
| A        | Franco Jara             | Pachuca                | svincolato              |
| A        | Anastasios Karamanos    | Paniōnios              | prestito                |
| A        | Nicolás Martínez        | Anorthōsis             | prestito (0,2 mln €)    |
| A        | Kōstas Mītroglou        | Fulham                 | fine prestito           |
| A        | Michael Olaitan         | Twente                 | prestito                |
| A        | Athanasios Papazoglou   | Kortrijk               | definitivo              |
| A        | Marko Šćepović          | Mouscron-Péruwelz      | prestito                |
| A        | Nikos Vergos            | Elche                  | prestito                |
| A        | Panagiōtīs Vlachodīmos  |                        | svincolato              |

### Sessione invernale
| Acquisti | Acquisti              | Acquisti          | Acquisti      |
| R.       | Nome                  | da                | Modalità      |
| -------- | --------------------- | ----------------- | ------------- |
| D        | Vasileios Karagkounīs | AEL Limassol      | fine prestito |
| C        | Sambou Yatabaré       | Standard Liegi    | fine prestito |
| A        | Nikolaos Iōannidīs    | Borussia Dortmund | fine prestito |
| A        | Michael Olaitan       | Twente            | fine prestito |
| A        | Giōrgos Xydas         | Kallonī           | definitivo    |

| Cessioni | Cessioni                | Cessioni         | Cessioni               |
| R.       | Nome                    | a                | Modalità               |
| -------- | ----------------------- | ---------------- | ---------------------- |
| D        | Anastasios Avlōnitīs    | Sturm Graz       | prestito               |
| D        | Dīmītrīs Goutas         | Skoda Xanthī     | prestito               |
| D        | Vasileios Karagkounīs   | Īraklīs          | definitivo             |
| C        | Mathieu Dossevi         | Standard Liegi   | definitivo (1,3 mln €) |
| C        | Giannīs Gianniōtas      | APOEL            | prestito               |
| C        | Giannīs Maniatīs        | Standard Liegi   | prestito               |
| C        | Theofanīs Tzandarīs     | Paniōnios        | prestito               |
| C        | Sambou Yatabaré         | Werder Brema     | definitivo (2,5 mln €) |
| A        | El Fardou Ben Nabouhane | Levadeiakos      | prestito               |
| A        | Alfreð Finnbogason      | Real Sociedad    | fine prestito          |
| A        | Nikolaos Iōannidīs      | Asteras Tripolīs | definitivo             |
| A        | Michael Olaitan         | Kortrijk         | prestito               |
| A        | Giōrgos Xydas           | Kallonī          | prestito               |

## Risultati

### Souper Ligka Ellada

#### Girone d'andata
| Arbitro: | Deflakīs (Arcadia) |

|                                             |           |  |
| Fortounīs 25’ Bouchalakīs 72’ Dossevi 90+2’ | Marcatori |  |

| Arbitro: | Labropoulos (Elide) |

|  |           |                                 |
|  | Marcatori | 89’ Milivojević 90+1’ Fortounīs |

| Arbitro: | Kalogeropoulos (Atene) |

|                                      |           |            |
| Durmaz 11’ Domínguez 52’ Masuaku 59’ | Marcatori | 73’ Banana |

| Arbitro: | Mītsios (Giannina) |

|              |           |                                      |
| Dimitrov 50’ | Marcatori | 42’ Durmaz 65’ (rig.), 68’ Fortounīs |

| Arbitro: | Papadopoulos (Macedonia) |

|                                                                             |           |          |
| Kasami 31’ Fortounīs 32’ Botía 42’ Tzīmopoulos 52’ (aut.) Durmaz 72’ (rig.) | Marcatori | 86’ Lila |

| Arbitro: | Giachos (Chio) |

|  |           |                           |
|  | Marcatori | 27’ Ideye 35’ Milivojević |

| Arbitro: | Kyzas (Drama) |

|                                                 |           |  |
| Botía 28’ Ideye 70’ Fortounīs 78’, 90+3’ (rig.) | Marcatori |  |

| Arbitro: | Dīmītropoulos (Ftiotide) |

|             |           |                |
| Stojčev 75’ | Marcatori | 59’, 63’ Botía |

| Arbitro: | Mītsios (Giannina) |

|  |           |                      |
|  | Marcatori | 55’ Ideye 74’ Durmaz |

| Arbitro: | Labropoulos (Elide) |

|                           |           |  |
| Milivojević 20’ Ideye 61’ | Marcatori |  |

| Atene 21 novembre 2015, ore 19:30 EET 11ª giornata | Panathīnaïkos  | 0 – 3 (A tavolino) referto | Olympiacos | Stadio Apostolos Nikolaidis\| Arbitro: \| Pappas (Atene) \| |
| Arbitro:                                           | Pappas (Atene) |                            |            |                                                             |

| Arbitro: | Kyzas (Drama) |

|                                     |           |               |
| Fortounīs 73’ (rig.), 80’ Ideye 86’ | Marcatori | 90+3’ Giannou |

| Arbitro: | Kalogeropoulos (Atene) |

|                                |           |                                                                 |
| Diguiny 15’, 90+1’ Īliadīs 87’ | Marcatori | 14’ Durmaz 48’ (rig.) Fortounīs 66’ (rig.) Finnbogason 80’ Sebá |

| Arbitro: | Papadopoulos (Macedonia) |

|                 |           |  |
| Domínguez 45+5’ | Marcatori |  |

| Arbitro: | Mantalos (Kavala) |

|  |           |                                 |
|  | Marcatori | 9’ (rig.), 38’ (rig.) Fortounīs |

#### Girone di ritorno
| Arbitro: | Dīmītropoulos (Ftiotide) |

|              |           |                                   |
| Risvanīs 63’ | Marcatori | 56’ Domínguez 73’ Pardo 79’ Ideye |

| Arbitro: | Voskakīs (Retimno) |

|                                   |           |                   |
| Ideye 16’ Pardo 42’ Domínguez 56’ | Marcatori | 88’ Ben Nabouhane |

| Arbitro: | Spathas (Il Pireo) |

|           |           |               |
| Ramos 35’ | Marcatori | 72’ Fortounīs |

| Arbitro: | Kalogeropoulos (Atene) |

|            |           |  |
| Pulido 74’ | Marcatori |  |

| Arbitro: | Labropoulos (Elide) |

|  |           |                                      |
|  | Marcatori | 13’, 25’ (rig.) Fortounīs 57’ Durmaz |

| Arbitro: | Dīmītropoulos (Ftiotide) |

|                 |           |  |
| Elabdellaoui 8’ | Marcatori |  |

| Arbitro: | Kalogeropoulos (Atene) |

|            |           |  |
| Vargas 78’ | Marcatori |  |

| Arbitro: | Kyzas (Drama) |

|                                                      |           |  |
| Domínguez 10’ Pulido 65’ Cambiasso 74’ Fortounīs 85’ | Marcatori |  |

| Arbitro: | Vatsios (Attica Occidentale) |

|                            |           |  |
| Fuster 19’, 65’ Pulido 83’ | Marcatori |  |

| Arbitro: | Aretopoulos (Trikala) |

|  |           |                      |
|  | Marcatori | 12’ Durmaz 44’ Ideye |

| Arbitro: | Kyzas (Drama) |

|                                      |           |         |
| Cambiasso 38’ da Costa 87’ Ideye 89’ | Marcatori | 3’ Berg |

| Arbitro: | Koukoulakīs (Candia) |

|               |           |                 |
| Dimoutsos 90’ | Marcatori | 1’, 49’ Hernâni |

| Arbitro: | Foukakīs (Candia) |

|                                         |           |  |
| Pulido 26’ Pardo 40’ Hernâni 43’, 90+3’ | Marcatori |  |

| Arbitro: | Sidīropoulos (Dodecaneso) |

|                      |           |                                                         |
| Warda 88’ Kappel 90’ | Marcatori | 7’ Fortounīs 30’ da Costa 57’ Sebá 69’ Pulido 86’ Pardo |

| Arbitro: | Fotiadīs (Serres) |

|                                                                |           |  |
| Fortounīs 21’ Fuster 35’ Kasami 61’ Elabdellaoui 77’ Ideye 84’ | Marcatori |  |

### Coppa di Grecia

#### Fase a gironi
| Squadra         | P.ti | G | V | N | P | GF | GS | DR |
| --------------- | ---- | - | - | - | - | -- | -- | -- |
| Olympiacos      | 7    | 3 | 2 | 1 | 0 | 8  | 3  | +5 |
| Platanias       | 4    | 2 | 1 | 1 | 1 | 5  | 4  | +1 |
| Apollōn Smyrnīs | 3    | 2 | 1 | 0 | 2 | 5  | 6  | -1 |
| Panaigialeios   | 3    | 2 | 1 | 0 | 2 | 2  | 7  | -5 |

| Arbitro: | Kominīs (Tesprozia) |

|                    |           |                      |
| Hernâni 47’, 90+1’ | Marcatori | 29’ Ramos 78’ Banana |

| Arbitro: | Katsikogiannīs (Epiro) |

|  |           |                                                     |
|  | Marcatori | 23’ Cambiasso 42’ Domínguez 86’ Kolovos 89’ Hernâni |

| Arbitro: | Pappas (Atene) |

|                |           |                   |
| Valerianos 53’ | Marcatori | 45+1’, 85’ Fuster |

#### Ottavi di finale
| Arbitro: | Sidīropoulos (Dodecaneso) |

|           |           |                                               |
| Gesios 8’ | Marcatori | 22’ Hernâni 39’ Kolovos 86’ Sebá 90’ Maniatīs |

| Arbitro: | Katsikogiannīs (Epiro) |

|                                                           |           |  |
| Zdjelar 4’ Kasami 12’, 45’ Sebá 36’ Pulido 73’ Fuster 90’ | Marcatori |  |

#### Quarti di finale
| Arbitro: | Mītsios (Epiro) |

|                                             |           |  |
| Ideye 13’, 41’ Fortounīs 50’, 64’ Pardo 79’ | Marcatori |  |

| Arbitro: | Evangelou (Atene) |

|              |           |              |
| Iglesias 20’ | Marcatori | 54’ da Costa |

#### Semifinale
| Salonicco 2 marzo 2016, ore 19:30 EET Andata | PAOK | 0 – 3 (A tavolino) | Olympiacos | Stadio Toumba |

| Il Pireo 27 aprile 2016, ore 18:00 EEST Ritorno | Olympiacos | 3 – 0 (A tavolino) | PAOK | Stadio Karaiskákis |

- Dopo gli scontri tra la polizia e i tifosi del PAOK Salonicco durante la gara d'andata, iniziati al minuto 89 quando l'Olympiakos era in vantaggio per 2-1, la Federazione greca decise di sospendere la Coppa. Tuttavia, in seguito all'ordine della FIFA di continuare la competizione, è stato assegnato un 3-0 a tavolino alla formazione ospite.

#### Finale
| Arbitro: | Sidīropoulos (Dodecaneso) |

|               |           |                           |
| Domínguez 85’ | Marcatori | 38’ Mantalos 51’ Djebbour |

### Champions League

#### Fase a gironi
| Squadra         | P.ti | G | V | P | S | GF | GS | DG  |
| --------------- | ---- | - | - | - | - | -- | -- | --- |
| Bayern Monaco   | 15   | 6 | 5 | 0 | 1 | 19 | 3  | +16 |
| Arsenal         | 9    | 6 | 3 | 0 | 3 | 12 | 10 | +2  |
| Olympiacos      | 9    | 6 | 3 | 0 | 3 | 6  | 13 | -7  |
| Dinamo Zagabria | 3    | 6 | 1 | 0 | 5 | 3  | 14 | -11 |

Legenda:

      Ammesso alla fase a eliminazione diretta
      Ammesso alla fase a eliminazione diretta di Europa League
| Arbitro: | Velasco Carballo |

|  |           |                                    |
|  | Marcatori | 52’, 90+2’ (rig.) Müller 89’ Götze |

| Arbitro: | Nijhuis |

|                         |           |                                             |
| Walcott 35’ Sánchez 65’ | Marcatori | 33’ Pardo 40’ (aut.) Ospina 66’ Finnbogason |

| Arbitro: | Tagliavento |

|  |           |           |
|  | Marcatori | 79’ Ideye |

| Arbitro: | Mateu Lahoz |

|                |           |            |
| Pardo 65’, 90’ | Marcatori | 21’ Hodžić |

| Arbitro: | Eriksson |

|                                                  |           |  |
| D. Costa 8’ Lewandowski 16’ Müller 20’ Coman 69’ | Marcatori |  |

| Arbitro: | Rizzoli |

|  |           |                             |
|  | Marcatori | 29’, 49’, 67’ (rig.) Giroud |

### Europa League

#### Sedicesimi di finale
| Arbitro: | Bebek |

|           |           |  |
| Mbodj 67’ | Marcatori |  |

| Arbitro: | Hunter |

|                      |           |                       |
| Fortounīs 29’ (rig.) | Marcatori | 102’, 111’ Acheampong |

## Statistiche

### Statistiche di squadra
| Competizione        | Punti | In casa | In casa | In casa | In casa | In casa | In casa | In trasferta | In trasferta | In trasferta | In trasferta | In trasferta | In trasferta | Totale | Totale | Totale | Totale | Totale | Totale | DR  |
| Competizione        | Punti | G       | V       | N       | P       | Gf      | Gs      | G            | V            | N            | P            | Gf           | Gs           | G      | V      | N      | P      | Gf     | Gs     | DR  |
| ------------------- | ----- | ------- | ------- | ------- | ------- | ------- | ------- | ------------ | ------------ | ------------ | ------------ | ------------ | ------------ | ------ | ------ | ------ | ------ | ------ | ------ | --- |
| Souper Ligka Ellada | 85    | 15      | 15      | 0       | 0       | 45      | 5       | 15           | 13           | 1            | 1            | 36           | 11           | 30     | 28     | 1      | 1      | 81     | 16     | +65 |
| Coppa di Grecia     | 7     | 4       | 3       | 1       | 0       | 16      | 2       | 5            | 4            | 1            | 0            | 14           | 3            | 10     | 7      | 2      | 1      | 31     | 7      | +24 |
| Champions League    | 9     | 3       | 1       | 0       | 2       | 2       | 7       | 3            | 2            | 0            | 1            | 4            | 6            | 6      | 3      | 0      | 3      | 6      | 13     | -7  |
| Europa League       | -     | 1       | 0       | 0       | 1       | 1       | 2       | 1            | 0            | 0            | 1            | 0            | 1            | 2      | 0      | 0      | 2      | 1      | 3      | -2  |
| Totale              | 101   | 23      | 19      | 1       | 3       | 64      | 16      | 24           | 19           | 2            | 3            | 54           | 21           | 48     | 38     | 3      | 7      | 119    | 39     | +80 |

### Andamento in campionato
| Giornata  | 1 | 2 | 3 | 4 | 5 | 6 | 7 | 8 | 9 | 10 | 11 | 12 | 13 | 14 | 15 | 16 | 17 | 18 | 19 | 20 | 21 | 22 | 23 | 24 | 25 | 26 | 27 | 28 | 29 | 30 |
| --------- | - | - | - | - | - | - | - | - | - | -- | -- | -- | -- | -- | -- | -- | -- | -- | -- | -- | -- | -- | -- | -- | -- | -- | -- | -- | -- | -- |
| Luogo     | C | T | C | T | C | T | C | T | T | C  | T  | C  | T  | C  | T  | T  | C  | T  | C  | T  | C  | T  | C  | C  | T  | C  | T  | C  | T  | C  |
| Risultato | V | V | V | V | V | V | V | V | V | V  | V  | V  | V  | V  | V  | V  | V  | N  | V  | V  | V  | P  | V  | V  | V  | V  | V  | V  | V  | V  |
| Posizione | 1 | 2 | 1 | 1 | 1 | 1 | 1 | 1 | 1 | 1  | 1  | 1  | 1  | 1  | 1  | 1  | 1  | 1  | 1  | 1  | 1  | 1  | 1  | 1  | 1  | 1  | 1  | 1  | 1  | 1  |

Legenda:

Luogo: C = Casa; T = Trasferta. Risultato: V = Vittoria; N = Pareggio; P = Sconfitta.